# مايك بيلامي
مايك بيلامي (بالإنجليزية: Mike Bellamy)‏ هو لاعب كرة قدم أمريكية أمريكي، ولد في 16 أكتوبر 1991 في Nocatee, DeSoto County, Florida ‏ في الولايات المتحدة.

## وصلات خارجية
- مايك بيلامي على موقع الاتحاد الدولي لألعاب القوى (الإنجليزية)